# 75072 Тімерскін
75072 Тімерскін (75072 Timerskine) — астероїд головного поясу, відкритий 14 листопада 1999 року.
Тіссеранів параметр щодо Юпітера — 3,570.